# Philobrya antarctica
Philobrya antarctica is een tweekleppigensoort uit de familie van de Philobryidae. De wetenschappelijke naam van de soort is voor het eerst geldig gepubliceerd in 1868 door Philippi.